# حميد بن صقر القاسمي
حميد بن صقر القاسمي كان أحد أفراد الأسرة الحاكمة في الشارقة من القواسم، إحدى العائلات الحاكمة الست في دولة الإمارات العربية المتحدة والذي حكم إمارتين من أصل السبع: الشارقة ورأس الخيمة .

## الوفاة
في 1 أيلول 2003، تلقى سمو الشيخ الدكتور سلطان بن محمد القاسمي عضو المجلس الأعلى حاكم الشارقة وسمو الشيخ صقر بن محمد القاسمي عضو المجلس الأعلى حاكم رأس الخيمة التعازي في وفاة الشيخ حميد بن صقر بن حميد القاسمي.
في 15 أيلول 2003، أرسل الملك فهد بن عبد العزيز برقية تعزية إلى الشيخ سلطان بن محمد القاسمي، عضو المجلس الأعلى لدولة الإمارات العربية المتحدة، حاكم الشارقة وعائلته، مُعربًا عن حزنه بوفاة الشيخ حميد بن صقر بن حميد القاسمي.